# Marktrollspindel
Marktrollspindel (Diplocentria forsslundi) är en spindelart som beskrevs av Holm 1939. Marktrollspindel ingår i släktet Diplocentria och familjen täckvävarspindlar.
Artens utbredningsområde är Sverige. Arten är reproducerande i Sverige. Inga underarter finns listade i Catalogue of Life.